# Jean Zaleski
Jean Busuttil Zaleski (ur. 11 kwietnia 1920 w Birkirkara, zm. 2 maja 2010) – maltańska malarka i ilustratorka.
Ur. jako Jean Busuttil, w wieku ośmiu lat wraz z rodziną wyemigrowała do USA. Wykształcenie artystyczne odebrała w Moore College of Art and Design, Art Students League of New York oraz Parsons School of Design. Pracowała jaki ilustratorka i nauczycielka sztuki (m.in. w Brooklyn College i Hofstra University). Jej prace wielokrotnie wystawiane były w nowojorskich galeriach. W 1986 nagrodzona została Nagrodą im. Susan B. Anthony.
Pomimo emigracji, zachowała związki z Maltą. Przyczyniła się do utworzenia programu artysty-rezydenta w centrum kulturalnym w Saint James Cavalier (Spazju Kreattiv), jak również do nawiązania współpracy między Virginia Center for the Creative Arts a Uniwersytet Maltański. W stulecie urodzin Jean Zaleski w Spazju Kreattiv, w ramach programu Art and Feminism zorganizowana została okolicznościowa wystawa jej prac.